# Étienne Dagon
 (août 2024).
Pour les articles homonymes, voir Dagon.
Étienne Dagon, né à Bienne le 13 septembre 1960, est un nageur suisse, spécialiste de la brasse.

## Biographie
Sans réelle passion mais stimulé par ses parents, amateurs de natation, et sa sœur cadette, licenciée aux Swimmboys de Bienne, Étienne Dagon s'initie à la natation relativement tardivement à l'âge de 12 ans et obtient rapidement de bons résultats. Trois ans plus tard, il se qualifie pour les Championnats d'Europe juniors qui ont lieu à Genève où il se classe à la dernière place. Curieusement, après ses débuts encourageants et de bons chronos réalisés à l'entraînement et lors de réunions mineures, Étienne ne rivalise pas avec l'élite nationale lors des rendez-vous majeurs. Il doit ainsi patienter plus de 3 ans pour, à l'âge de 19 ans, se qualifier pour une épreuve des Championnats de Suisse et, l'année suivante, être sacré deux fois champion national.
Il est le 1er nageur suisse depuis quarante-sept ans à accéder à une finale des Championnats d'Europe en 1981 et également le 1er nageur masculin suisse à être finaliste d'une épreuve des Championnats du monde en 1982.
En 1984, il remporte la médaille de bronze de l'épreuve du 200 m brasse aux Jeux olympiques à Los Angeles ; elle était la seule médaille olympique obtenue par la Suisse en natation jusqu’aux Jeux Olympiques de Tokyo 2020, durant lesquels Jérémy Desplanches et Noè Ponti réalisent le même exploit, dans les épreuves du 200 m 4 nages et du 100 m papillon, respectivement. Pour cette performance inédite, le titre de Sportif de l'année lui est alors décerné.
Il participe aux Jeux olympiques de 1988 à Séoul à l'issue desquels il annonce sa retraite sportive.
Il est, depuis 1996, chef du service des sports de la ville de Bienne.

## Palmarès

### Jeux olympiques d'été
- Jeux olympiques d'été de 1984 à Los Angeles  États-Unis
  -  médaille de bronze de l'épreuve du 200 m brasse  (2 min 17 s 41)

### Championnats d'Europe
- Championnats d'Europe 1985 à Sofia ( Bulgarie) :
  -  médaille de bronze du 200 m brasse (2 min 19 s 69).